# Валаамський монастир
Валаа́мський Спа́со-Преображе́нський монасти́р — ставропігійний чоловічий монастир Російської Православної Церкви, розташований на островах Валаамського архіпелагу в Карелії.

## Історія

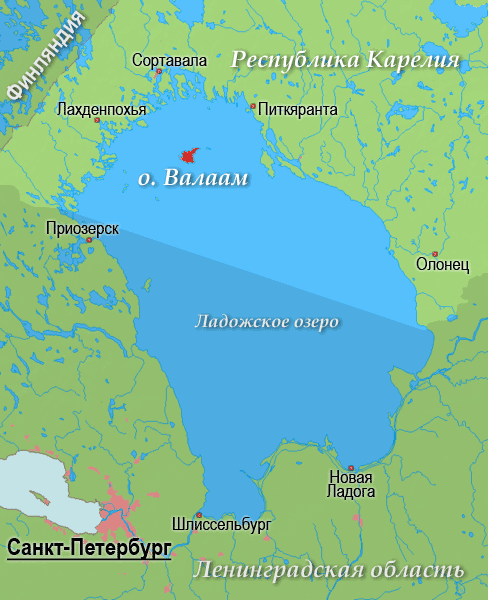
Розташування острова Валаам

За переказами, в часи поширення християнства апостол Андрій Первозванний рухався на Північ, проповідуючи Євангеліє. Пройшовши Дніпро та Волхов, учень Христа увійшов в «бурхливі і шумуючі води озера Нева» і встановив на «горах Валаамских» кам'яний хрест. За однією з двох концепцій, виникнення монастиря відбулося через 900 років двоє ченців, Сергій, прийшли «зі східних країн» (можливо, з Греції) і заснували на одному з островів чернече братство. Письмові джерела («житія»), що свідчать про життя та діяння преподобних, вважаються втраченими. Друга концепція відносить заснування монастиря до X–XI століть. Вона спирається на одну з редакцій життя преподобного Оврамія Ростовського, яка містить згадки про перебування преподобного в Валаамі у X столітті, а також на ряд літописних згадок про перенесення мощей преподобних Сергія і Германа з Валаама до Новгорода в 1163.
Відносно достовірна документальна історія Валаамського монастиря починається з XIV століття. В «Оповіді про Валаамський монастир» роком заснування називається 1407.
На початок XVI століття на архіпелазі жили близько 600 ченців, але неодноразові напади шведів призвели до занедбання благодатного острова.

### Велика Північна війна
На початку XVIII століття Петро I почав боротьбу за вихід до Балтійського моря й експансію Росії на північний захід. У 1702 у (11 (22) жовтня) Росія захопила фортецю Нотебург (перейменована в Шліссельбург), а навесні 1703 — фортецю Нієншанц в гирлі Неви. Тут 27 травня 1703 року почалося будівництво Санкт-Петербурга, а на острові Котлін розмістилася база російського флоту — фортеця Кроншлот (згодом Кронштадт). У ході військової кампанії 1710 російській армії вдалося взяти Виборг. Тоді ж на основі Інгермаланської губернії була створена Санкт-Петербурзька губернія.
У 1713 російськими військами була здійснена фінська кампанія, взяття Гельсингфорс та Або.
У 1715 Петро I на прохання архімандрита Кирило-Білозерського монастиря видав указ (не зберігся) Про відновлення Валаамської обителі. Будівництво монастиря було дозволено на щойно відвойованій території, коли ще не був підписаний мирний договір.
У 1720 побудований дерев'яний Спасо-Преображенський собор, келійні корпусу і допоміжні приміщення.
У 1719 на завойованих землях була утворена Виборзька провінція, що ввійшла до Санкт-Петербурзької губернії. У нову провінцію потрапив і Валаамський архіпелаг, який входив до Кексгольмського лену Карта Кексгольмського повіту. 1727. [Архівовано 8 грудня 2010 у Wayback Machine.]. У 1721, підписавши Ништадтський мирний договір, Швеція офіційно визнала приєднання до Росії Інгерманландії, Кексгольмського льону і частини Карелії з дистриктом Виборзького льону. Ништадтский мирний договір

### Розвиток монастиря
До 1730 зведена Успенська церква, побудована дерев'яна огорожа, але пожежа 1754 знищила ці перші будівлі. Імператриця Єлизавета Петрівна докладала зусиль для відновлення монастиря, але 1765 в ньому жило всього 11 ченців.
У 1774 був освячений храм Преображення Господнього. Навколо храму у вигляді квадрата були побудовані келійні приміщення, по кутах якого зведені Успенська («зимова», тобто опалювальна) і Нікольська церкви.
Ігумен Назарій, який очолив монастир у 1781 р., почав велике кам'яне будівництво. В 1805 у південній частині зовнішнього каре була споруджена надбрамна церква в ім'я Святих апостолів Петра та Павла, а в північній — лікарняний храм в ім'я ікони Божої Матері «Живоносне Джерело». Над островом тепер височіє монастирська дзвіниця 72-метрової висоти. У свою чергу був відлитий і найбільший серед валаамських дзвонів — дзвін на честь апостола Андрія Первозванного вагою у 1000 пудів.

### Велике князівство Фінляндське

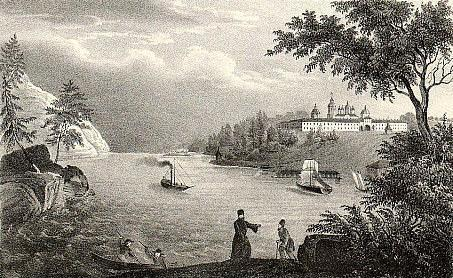
Вид монастиря у XIX ст.

У 1811 році Фінляндська губернія, а з нею і Валаамський архіпелаг, увійшов до складу Великого князівства Фінляндського Російської імперії. Губернія отримала попередню назву — Виборзька.
У XIX століття припав найбільший підйом обителі. У 1839 рік на пост настоятеля був призначений отець Дамаскін, який протягом 42-х років керував обителлю. Саме він домігся, щоб будівельні роботи на острові велися лише під керівництвом кваліфікованих архітекторів. Першим, кого він запросив, був петербурзький архітектор, академік Олексій Горностаєв.
Отець Дамаскін встановив для братії суворий режим: обов'язкове піклування старців про послушників і молодих ченців, неухильне відвідування церковних служб, багатогодинні трудові повинності. Після смерті Дамаскіна монастирем управляв його наступник Йонатан II, який зміг здійснити наймасштабніше починання ігумена Дамаскіна — будівництво нового величного Спасо-Преображенського собору, розрахованого більш ніж на 3000 осіб.
Валаамські подвижники бажали перетворити свою обитель у Новий Єрусалим, завдяки чому на острові на початку XX століття з'явилися назви, що відсилають до часів Нового Завіту: Кедрон, Гефсиманія, гора Елеон, Воскресенський скит.
На початок Першої світової війни на острові проживало близько 1000 осіб.

### У складі незалежної Фінляндії
Після Жовтневої революції Валаам увійшов до складу новоствореної Фінляндії, завдяки чому зберігся, і обитель виявилася церквою нацменшини (основна релігія Фінляндії — лютеранство). Починаючи з 1925 стали проводитися служби фінською мовою, а сам острів був ґрунтовно укріплений у військово-інженерному відношенні.
Під час Радянсько-фінської війни 1939–1940 монастир потрапив до зони бойових дій і ченці, що прийняли на той час фінське підданство, покинули острови, прихопивши з собою все найцінніше (включаючи дзвони). Вони осіли в містечку Хейнявесі у Фінляндії, в садибі Папініемі і заснували Ново-Валаамського монастиря. (Після закінчення війни монастир був приєднаний на кілька років до Московської Патріархії, але територіально залишився в підпорядкуванні Фінської Православної церкви. У 1977 служби російською мовою припинилися, а в 1981 помер останній російський монах. Зараз монастир продовжує діяти як фінська православна обитель і приймає в рік понад 100 тисяч відвідувачів — як прочан, так і туристів).

### Період Другої світової війни
Восени 1940 на самому острові Валаам, у монастирських корпусах, була організована школа боцманів і юнг, членський складу якої в 1941 відправився на оборону Ленінграда. 20 вересня 1941 року Валаамський архіпелаг був зайнятий фінами. Наслідок від перебування радянських військ використовувався фашистськими пропагандистами.  У серпні 1942 року Валаам відвідав італійський кореспондент і фотограф Ліно Пеллегріні, який залишив докладний репортаж в офіційному друкованому органі фашистської партії «Il popolo d'Italia» (приблизно через місяць його передрукував білоемігрантський «Паризький вісник»)

У 1944 фінські війська покинули острів і пізніше там було розміщено підсобне господарство Піткярантського целюлозного заводу, організовано лісництво, відновлено чернечу метеостанцію.

### Радянський період

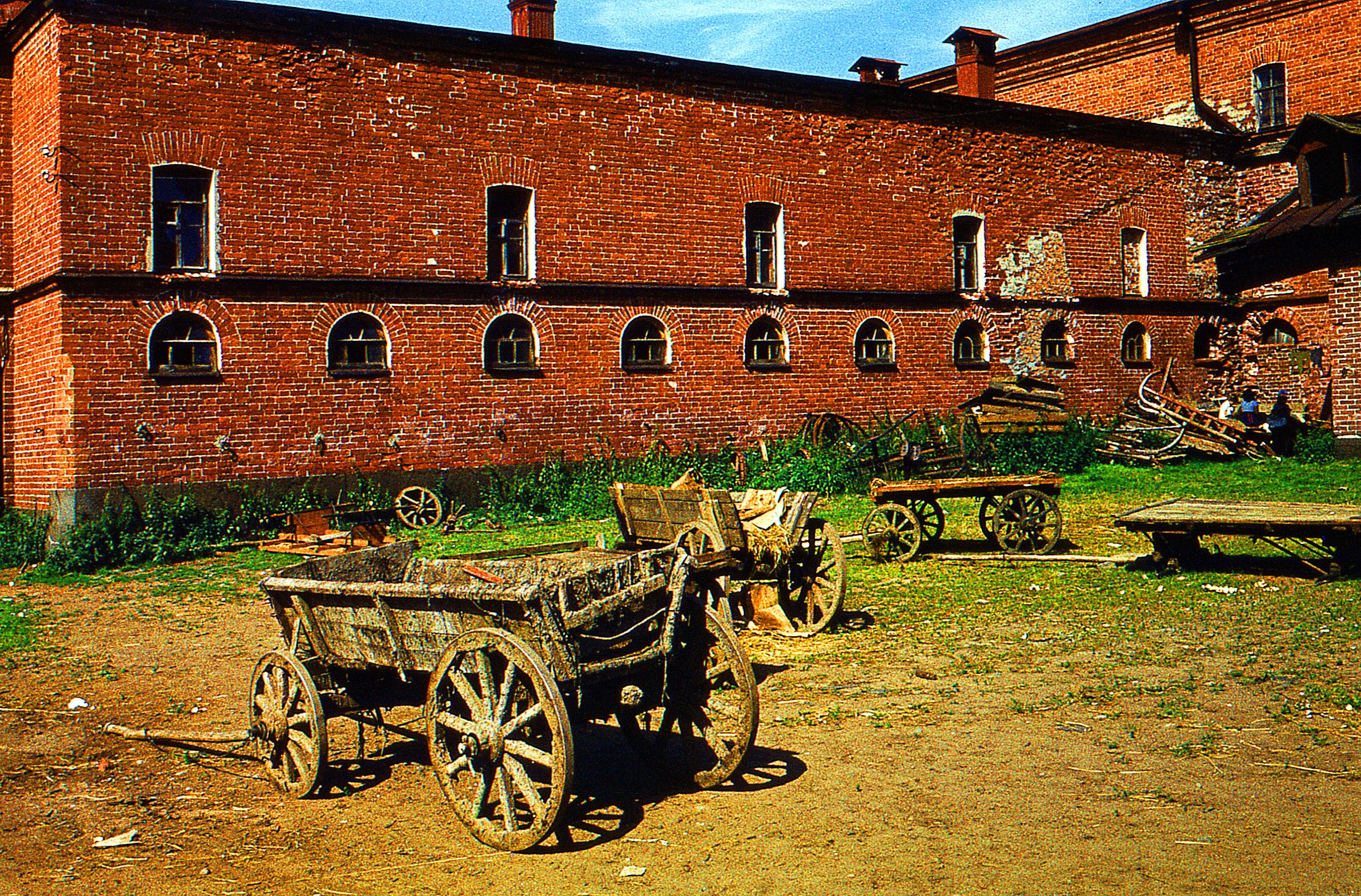
Господарський двір монастиря, 1983 р.

З 1949 р. став місцем ліквідації інвалідів Другої світової війни.
У 1950 в колишніх келіях і скитах влаштували Будинок інвалідів війни і праці, куди насильно поміщалися інваліди війни з материка, в тому числі з Ленінграда. Переведено на материк у 1984 р..
Тільки з 1960-х років на острів стали ходити перші теплоходи з туристами. В 1979 р. на території організовано музей-заповідник, і трохи пізніше почалася реставрація пам'яток.

### Відродження. сучасність

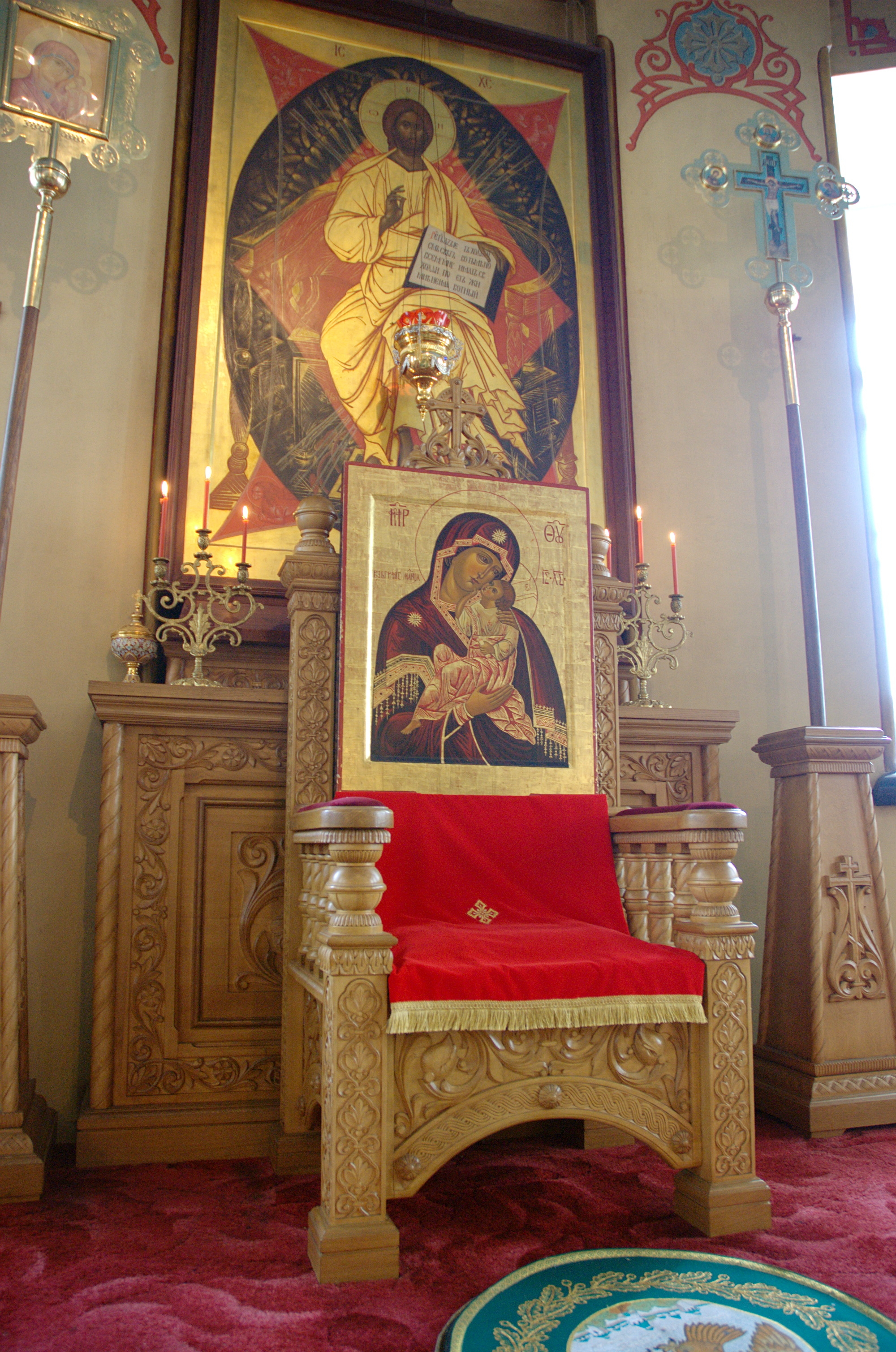
Гірські місце нижнього храму Спасо-Преображенського собору

13 грудня 1989 р., в день пам'яті апостола Андрія Первозванного, на острів ступили шість ченців, ознаменувавши початок відродження Валаамської обителі.
18 січня 1993 р. Указом Патріарха Алексія II намісником обителі призначений архімандрит Панкратій (Жердєв), з 2 червня 2005 єпископ Троїцький.
27 лютого 1994 архімандрит Панкратій заново освятив каплицю Валаамського монастиря на Синопській набережній в Санкт-Петербурзі, це завершило процес повернення цієї каплиці монастирю.
13 грудня 2005 р. вперше зазвучав 1000-пудовий дзвін — дзвін «Андрій Первозванний», встановлений на дзвіниці в монастирі в рамках програми відновлення старовинної дзвіниці.

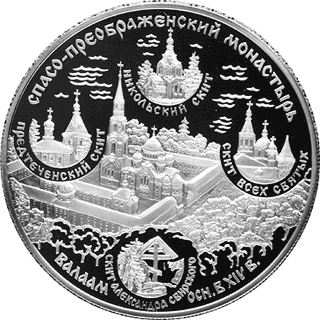
Спасо-Преображенський монастир — срібна пам'ятна монета банку Росії, 2004 р.

З 14 по 17 вересня 2007 р. монастир з неофіційним візитом відвідав священноігумен обителі Патріарх Алексій II, в ході якого 16 вересня в Смоленськом скиту звершив освячення храму на честь Смоленської ікони Божої Матері; по освяченні храму здійснив у ньому першу Божественну літургію. Після богослужіння Патріарх вручив наміснику Валаамського монастиря єпископу Панкратія орден благовірного князя Данила Московського (II ступеня) — зважаючи на архіпастирську роботу і в зв'язку з 20-річчям служіння в священному сані.
Також у 2008 р. пройшов судовий процес у справі про виселення мешканців острова з житла, що належить монастирю, без надання іншої житлоплощі. Сім'я проживала в цьому приміщенні з 1989 року, ще до його передачі у власність монастирю.
Під час візиту у вересні 2008 року, 21 вересня, у свято Різдва Пресвятої Богородиці, Патріарх Алексій II звершив чин великого освячення храмового комплексу Свято-Володимирського скиту (архітектор Андрій Анісімов) на острові Валаам і першу Божественну літургію в новоосвяченому храмі
10 липня 2009 р. Патріарх Кирил і глава Республіки Карелія С. Катанандов в цокольному приміщенні храмового комплексу Свято-Володимирського скиту відкрили музей імені Патріарха Алексія II; відкриття було приурочено до 20-річчя відродження чернечого життя на Валаамі.
В кінці травня 2010 року монастир відвідали предстоятель Константинопольської Церкви патріарх Варфоломій I, що перебував у Росії з офіційним візитом в РПЦ

## Скити
Скити Валаамського архіпелагу:
- Скит Всіх Святих (Білий скит);

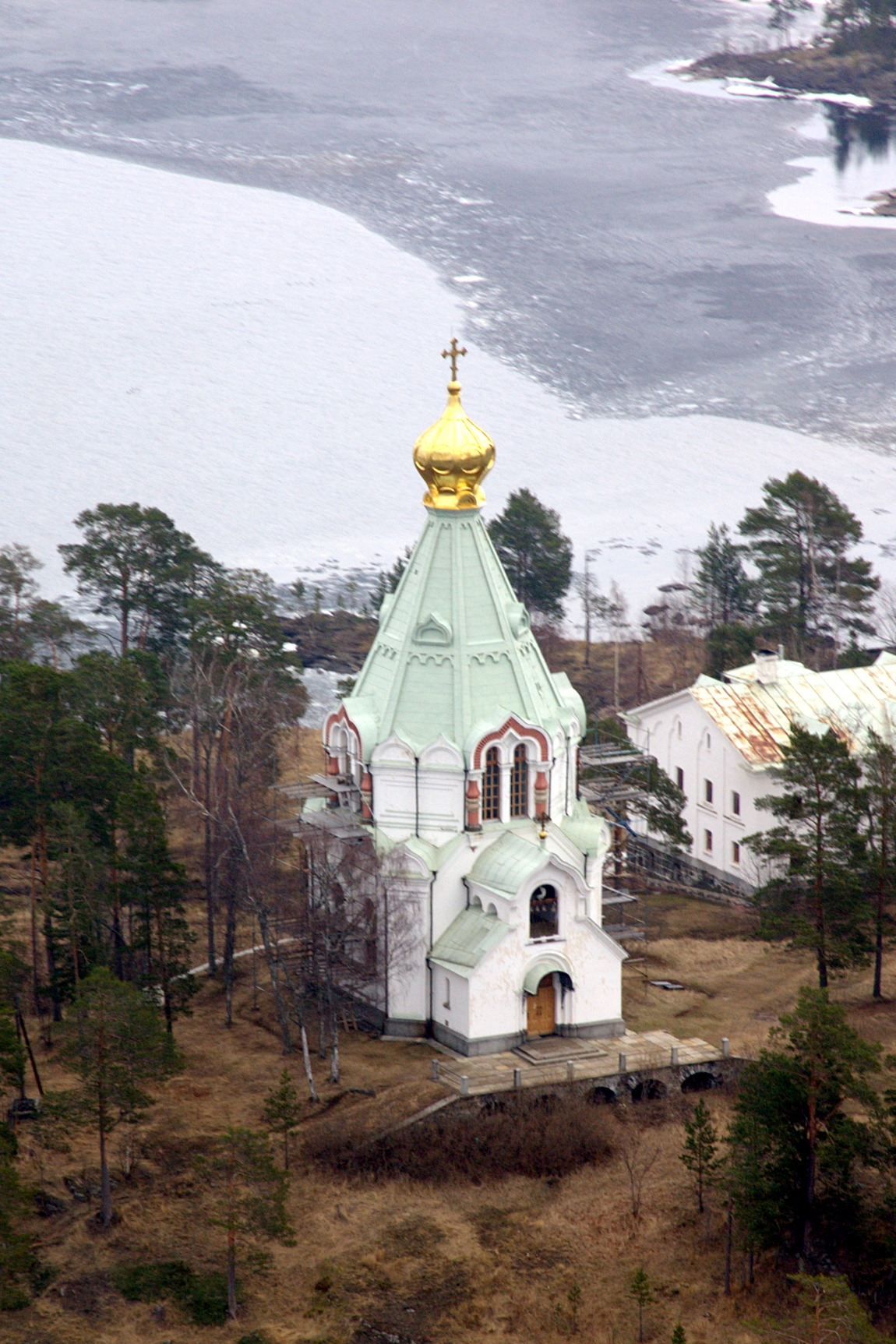
Нікольський скит

- Святоостровський скит (преподобного Олександра Свірського) відновлений в 2001 році після пожежі 1999 року;
- Іллінський скит (знищений у 50-ті роки, заново відбудований у 2006 році);
- Нікольський скит;
- Предтеченський скит;
- Коневський скит (розібраний в 1950-х роках, нині відновлений);
- Свято-Авраамієвський скит (зруйнований);
- Воскресенський скит (Червоний скит);
- Гетсиманський скит;
- Смоленський скит (відновлений в 2005 році);
- Свято-Володимирський скит (побудований в 2007 році).

Скити на інших островах Ладозького озера:
- Германовський скит (острів Сюскюянсарі) з церквою Олександра Невського, в даний час перебуває в зруйнованому стані;
- Сергієвський скит (острів Путсарі);
- Тихвинський скит (острів Воссінойсарі) в наші дні не існує, всі будівлі скиту були зруйновані.